# Achille Delattre
Achille Delattre (Pâturages, 24 augustus 1879 - Baudour, 13 juli 1964) was een Belgisch politicus en minister voor de POB.

## Levensloop
Delattre groeide op in een familie van mijnwerkers die het protestantisme aanhingen. Hij volgde tot zijn twaalfde lager onderwijs bij de Broeders Maristen in zijn geboorteplaats Pâturages. In 1891 doorstond hij met glans een kantonnaal examen en kreeg hij hierdoor de mogelijkheid om middelbare studies aan te vatten, maar Delattre besloot in de voetsporen van zijn vader te treden en werd mijnwerker. 
Hij werkte achtereenvolgens in de koolmijnen van Escouffiaux en Hornu-Wasmes, in handen van de mijnvennootschap Borinage Central, en nam deel aan verschillende mijnstakingen, die hem in aanraking brachten met het socialisme. Delattre bleef mijnwerker tot in mei 1904, als gevolg van een arbeidsongeval dat hem voortaan ongeschikt maakte voor zulk werk, en werd daarna drager voor de krant L'Avenir du Borinage, de toonaangevende socialistische krant in de Borinage, waaraan hij ook meewerkte als lokaal correspondent. Zijn stukken voor de krant ging vooral over problemen in de mijnen. In 1910 werd hij aangesteld tot redacteur van L'Avenir du Borinage. Tijdens de Eerste Wereldoorlog bracht hij het tot directeur van de krant. 
In 1902 stond Delattre in Pâturages mee aan de wieg van een lokale afdeling van de Federatie der Mijnwerkers in de Borinage en een daaraan gekoppeld fonds voor sociale bijstand. Ook was hij er medeoprichter van een plaatselijke afdeling van de Socialistische Jonge Wacht. Hij zetelde tevens in het regionale comité van de Federatie der Mijnwerkers en diende in die hoedanigheid in 1907 bij de onderzoekscommissie over de arbeidsduur in de mijnen een voorstel in om een negenurige werkdag in te voeren voor ondergrondse mijnwerkers. In 1909 solliciteerde hij naar de functie van regionaal secretaris van de Federatie der Mijnwerkers van de Borinage, zij het zonder succes.
Na de uitbraak van de Eerste Wereldoorlog in 1914 werd Delattre tijdens de opmars van het Duitse leger vier dagen lang gegijzeld. In de jaren daarna voorzag hij als bediende mee in de ravitaillering van de bezette bevolking, tot hij op verdenking van spionage gedeporteerd werd naar Noord-Frankrijk, om er van september 1917 tot maart 1918 dwangarbeid te verrichten. Na de oorlog volgde hij in 1919 de overleden Alfred Labbé op als regionaal secretaris van de Federatie der Mijnwerkers van de Borinage, maar al snel groeide Delattre uit tot nationaal secretaris van de Nationale Centrale der Mijnwerkers van België (NCMB), een functie die hij vanaf augustus 1920 bekleedde. Hij bleef nationaal secretaris tot in 1944, zijn ambt werd tussen 1935 en 1939 weliswaar onderbroken door zijn ministerschap, en daarna was hij van 1944 tot 1958 nationaal voorzitter van de nationale mijnwerkerscentrale. Ook nam Delattre regelmatig deel aan conferenties van de Internationale Federatie van Mijnwerkers, waarvan hij eveneens in het comité zetelde en van 1927 tot 1934 secretaris en van 1945 tot 1954 voorzitter was. Vanaf 1921 was hij ook voorzitter van de Federatie van Socialistische Mutualiteiten van het arrondissement Bergen.
In 1919 richtte de socialistische minister van Arbeid Joseph Wauters verschillende paritaire comités op, waarin vertegenwoordigers van de werknemers en werkgevers in verschillende sectoren onder het toezicht van overheidsambtenaren de invoering van de achturige werkdag voorbereidden, zoals beslist door de regering. In het kader daarvan werd in april 1919 de Nationale Gemengde Mijncommissie opgericht. Delattre was er samen met Joseph Dejardin, de voorzitter van de Nationale Centrale der Mijnwerkers, een van de belangrijkste vertegenwoordigers van de mijnwerkers en onderhandelde er verschillende collectieve arbeidsovereenkomsten voor de mijnwerkers. Als overtuigde reformist was Delattre een voorstander van onderhandelingen met werkgevers om de werkomstandigheden van mijnwerkers te verbeteren en stond hij afkerig tegenover hevige stakingen en confrontatie tussen mijnwerkers en werkgevers, de koers die communistische mijnwerkersvakbonden voorstonden.

### Politieke carrière
In 1907 werd Delattre voor de socialistische POB verkozen tot gemeenteraadslid in Pâturages. Van 1921 tot 1935 was hij schepen van de gemeente en in juni 1939 volgde hij de overleden Léon Neusy op als burgemeester van de gemeente, een ambt dat hij bekleedde tot aan zijn eigen overlijden in 1964. In november 1940, in volle Tweede Wereldoorlog, werd Delattre wegens postverlating door de Duitse bezetter uit zijn ambt van burgemeester gezet, omdat hij na de Duitse inval in België van mei tot augustus 1940 in Frankrijk had verbleven. In mei 1941 werd het bestuur van de gemeente toevertrouwd aan rexisten. Na de Bevrijding kon Delattre in september 1944 zijn functie als burgemeester opnieuw opnemen.
Als bestuurslid van de POB-federatie van het arrondissement Bergen werd Delattre ook op hogere niveaus politiek actief. Van 1919 tot 1921 zetelde hij in de provincieraad van Henegouwen en van 1921 tot 1954 zetelde hij voor het arrondissement Bergen in de Kamer van volksvertegenwoordigers. Van maart 1935 tot februari 1939 was Delattre dan minister van Arbeid en Sociale Voorzorg in de opeenvolgende regeringen Van Zeeland I, II, Janson en Spaak I. In deze hoedanigheid lag zijn belangrijkste prioriteit bij het terugdringen van de werkloosheid, die door de Grote Depressie enorm was toegenomen. Daarnaast deed hij inspanningen om de rol van de paritaire comités te versterken en kreeg hij van de regering de middelen die nodig waren om noodlijdende mutualiteiten financieel te ondersteunen. In juli 1935 richtte hij de Rijksdienst voor arbeidsbemiddeling en werkloosheid op, dat vrijwillige werkkampen   opzette om werkloze jongeren aan het werk te zetten, en hij trok eveneens kredieten uit om de bouw van sociale woningen te hervatten, die sinds de economische crisis was bevroren. 
Als minister van Arbeid en Sociale Voorzorg riep Delattre tijdens de algemene stakingen van 1936 op 17 juni dat jaar een Nationale Arbeidsconferentie met vertegenwoordigers van vakbonden, werkgevers en de regering bijeen om de gemoederen te bedaren. Hierbij werd overeengekomen om zes betaalde vakantiedagen in te voeren voor werknemers die langer dan een jaar aan de slag waren in een bedrijf, de kinderbijslagen en de lonen te verhogen en te evolueren naar een veertigurige werkweek, waarna Delattre deze beslissingen in wetten goot en verder liet uitwerken door de verschillende paritaire comités. Hij werkte tevens een verhoging van de pensioenen, waaronder de invaliditeitspensioenen voor mijnwerkers, uit, alsook de invoering van een verplichte werkloosheidsverzekering, maar slaagde er niet in om dit laatste wetsontwerp voor het einde van zijn ministerschap door het parlement te krijgen. 
Van mei 1939 tot juni 1940 was Delattre onder voorzitter Hendrik de Man nationaal ondervoorzitter van de Belgische Werkliedenpartij. Na de uitbraak van de Tweede Wereldoorlog in België in mei 1940 nam hij met secretariaat van de BWP-POB en verschillende syndicale leiders de vlucht naar Frankrijk. Op 31 mei 1940 woonde Delattre in Limoges de parlementaire zitting bij waar de houding van koning Leopold III, die de capitulatie had uitgeroepen en zich krijgsgevangene van de Duitsers had verklaard, werd veroordeeld en zijn grondwettelijke bevoegdheden werden afgenomen. Nadat BWP-POB-voorzitter Hendrik de Man eind juni 1940 de partij ontbond en de leden opriep om hun diensten aan te bieden aan de bezetter, leidde Delattre een vergadering van het Bureau van de partij waarin werd besloten om de Man het lidmaatschap van de BWP-POB te ontzeggen. Toen ook Frankrijk door de Duitsers onder de voet werd gelopen, keerde Delattre op 6 augustus 1940 terug naar het bezette België.
Na uit zijn ambt van burgemeester te zijn ontzet nam Delattre op discrete wijze deel aan clandestiene activiteiten van de Nationale Centrale der Mijnwerkers en de socialistische partij, waarbij hij hielp met de verspreiding van verzetskranten als het illegaal verklaarde Le Peuple en Renaissance nationale en de werking van de collaborerende eenheidsvakbond Unie van Hand- en Geestesarbeiders probeerde te saboteren. In maart 1942 was Delattre samen met Ernest Piot en Achiel Van Acker een van de grondleggers van de Illegale Belgische Socialistische Partij, waarvan hij de voorzitter werd. In september 1942 werd Delattre door de Duitse bezetter opgepakt voor clandestiene activiteiten en voor zes weken opgesloten in de gevangenis van Bergen. Daarom werd hij in oktober 1942 als voorzitter van de illegale BSP vervangen door Achiel Van Acker. Van oktober tot december 1943 werd Delattre in het kader van een razzia tegen socialistische politieke en syndicale actoren nogmaals gevangengehouden door de Duitsers en zat hij opgesloten in de gevangenis van Bergen en daarna in de citadel van Hoei. Nadien leefde Delattre tot de Bevrijding onderdoken bij vrienden in Henegouwen en Namen.
In september 1944 zat Delattre de eerste Algemene Raad van de BSP voor, waar Achiel Van Acker officieel werd aangesteld tot voorzitter. Nadat Van Acker eind september 1944 minister van Arbeid en Sociale Zaken was geworden, werd Delattre in oktober 1944 benoemd tot waarnemend voorzitter van de partij, een functie die hij uitoefende tot in oktober 1945. Op 9 september 1945 werd hij eveneens benoemd tot minister van Staat.
Van 20 maart 1947 tot 27 november 1948 was Delattre minister van Brandstof en Energie in de rooms-rode regering-Spaak III. In deze hoedanigheid diende hij de steenkoolsector te herstructureren alsook de productie van steenkool te verhogen, die na het einde van de oorlog sterk was teruggevallen. Daarnaast ondersteunde Delattre initiatieven om de gevolgen van silicose, een beroepsziekte in de mijnen, te bestrijden. Hiertoe financierde de minister wetenschappelijk onderzoek bij het Instituut voor Mijnhygiëne in Hasselt en liet hij in Hasselt en Morlanwelz een kliniek voor de behandeling van mijnziekten oprichten.
In Pâturages is een straat naar hem genoemd, met name de Rue Achille Delattre. Tevens is de École Achille Delattre te Colfontaine naar hem genoemd.